# Кербога
Абу Саид Кивам аль-Даула Кербога бин Абдулла аль-Джалали (араб. كربغا‎, тур. Kürboğa; ум. 1102) — сельджукский военачальник, атабек Мосула в 1096—1102 годах.
Кербога поддержал после смерти 19 ноября 1092 года великого сельджукского султана Мелик-шаха его жену Туркан-хатун, которая хотела возвести на престол своего пятилетнего сына Махмуда, против другой жены Мелик-шаха, Зубайды-хатун и её сына Баркиярука. После смерти Туркан-хатун и Махмуда Кербога перешёл к Баркияруку и поддержал его в борьбе против Тутуша, но попал в плен. После гибели Тутуша в феврале 1095 года Кербога был освобождён его сыном Рыдваном.
Баркиярук назначил Кербогу вали Мосула. В этой должности эмир выступил с армией против крестоносцев, осаждавших Антиохию. Он прибыл после того, как крестоносцы захватили город и осадил их, но проиграл в битве.
В борьбе за престол между сельджукским султаном Баркияруком и его братом Мухаммедом Тапаром Кербога был на стороне Баркиярука.
В 1102 году Баркиярук послал Кербогу против восставшего в Азербайджане сельджукида Мавдуда бен Исмаил, но в походе Кербога заболел и умер.

## Биография
Согласно словарю «Диван лугат ат-турк» Махмуда аль-Кашгари, слово Кер означает храбрый, непоколебимый, очень отважный, буйный, вспыльчивый и упрямый. По мнению К. В. Зеттерстена, имя Кербога означает «отважный бык».

### Служба Туркан-хатун
Источники впервые упоминает Кербогу в связи с борьбой за престол, начавшейся в государстве Великих Сельджуков после смерти 19 ноября 1092 года султана Мелик-шаха. Одна из его вдов, Туркан-хатун, хотела возвести на престол своего пятилетнего сына Махмуда. Сын другой вдовы Мелик-шаха, Зубайды-хатун, Баркиярук, тоже был претендентом на престол. Туркан обратилась к сельджукиду Кутбеддину Исмаилу ибн Якути, вали Азербайджана, брату Зубайды, с предложением стать её мужем и, используя родство с Баркияруком, помочь её сыну утвердиться на престоле. Когда Исмаил принял предложение, Туркан-хатун послала Кербогу и некоторых других эмиров на помощь ему с большой армией и Кербога возглавил часть войск Исмаила. В январе 1093 года между Исфаханом и Кереджем армия Баркиярука разбила войско сторонников Туркан-хатун. Исмаил укрылся с Туркан-хатун в Исфахане, а Баркиярук отправился в Багдад и халиф объявил его султаном. Туркан-хатун умерла в сентябре — октябре 1094 года, а через месяц умер Махмуд.

### На службе Баркияруку
После смерти Мелик-шаха Тутуш призвал в свою армию эмира Эдессы Бузана и вали Алеппо Ак-Сункура. В феврале-марте 1093 года Тутуш начал поход против Баркиярука. Бузан и Ак-Сункур присоединились к нему, но перешли на сторону Баркиярука. Тутуш был вынужден отступить и вернуться в Дамаск в декабре 1093/январе 1094 года.
Ак-Сункур вернулся в Алеппо в апреле-мае 1094 года. Тутуш двинулся на него, намереваясь наказать эмира за предательство. Ак-Сункур обратился к Баркияруку, который послал  ему на помощь Кербогу и Бузана. Но не дождавшись их прихода, Ак-Сункур сразился с Тутушем. По словам Ибн аль-Адима, Тутуш первым перешёл реку и выступил на битву с Ак-Сункуром, тогда как Бузан и Кербога с войсками не могли возможности переправиться и напасть на Тутуша. После выступления Тутуша «не прошло и мгновения, как Бузан и Кербога бежали в сторону Алеппо». Ак-Сункур попал в плен и Тутуш казнил его. Бузан и Кербога укрылись в Алеппо, но 29 мая 1094 года Тутуш занял город и пленил их. Бузан разделил участь Ак-Сункура и был казнен, а Кербога остался в плену. Чтобы привлечь на свою сторону тестя Кербоги, эмира Унера, Тутуш сохранил Кербоге жизнь и заключил его вместе с его братом Алтунташем сначала в Алеппо, а затем в Химсе.

### Мосул
После гибели Тутуша в феврале 1095 года Кербога был освобождён его сыном Рыдваном по просьбе султана Баркиярука и вместе со своим братом Алтунташем собрал отряд и занял Харран. К Кербоге обратился правитель Насибина Мухаммед бен Муслим бен Курейша. Ему нужна была помощь против его брата Али, которого Тутуш назначил правителем Мосула. Кербога заключил союз с Мухаммедом, но захватив Насибин приказал убить его, а тело бросить в Тигр. Затем Кербога осадил Али в Мосуле. Своего брата Алтунташа он поставил восточнее Мосула, а сам остался в деревне Бахлафа, недалеко от города. Али обратился за помощью к хакиму Джезират Ибн Умара Джекермышу, который пришёл с войском, но потерпел поражение от Алтунташа. Кербоге удалось привлечь Джекермыша на свою сторону, и они продолжили осаду Мосула вместе. Когда продовольствие в городе закончилось, Али сбежал и укрылся у эмира Хиллы Садаки. В октябре-ноябре 1096 года после 9-месячной осады Кербога взял город под свой контроль. Алтунташ арестовал знатных людей города и конфисковал их имущество, нарушив инструкции брата. Кербогу это разгневало, и на третий день после въезда в Мосул он казнил Алтунташа. По словам мосульского хрониста Ибн аль-Асира, народ был освобождён от тирании Алтунташа, а Кербога завоевал любовь населения. Так в 1096 году Кербога стал правителем Мосула и начал управлять городом. Через короткое время он захватил Рахбе.
Кербога заботился о сыне Ак-Сункура, Имадеддине Занги. Согласно Ибн аль-Асиру и Ибн Василу, однажды к Кербоге приехали туркмены из Алеппо. Кербога узнал, что это воины Ак-Сункура, с которым он воевал против Тутуша. Они сообщили ему, среди прочего, что сын Ак-Сункура всё ещё находится в Алеппо. Кербога сказал: «Он сын моего брата по оружию», приказал привезти Занги к нему в Мосул, взял мальчика под свою защиту и лично занимался его воспитанием.

### Антиохия
В 1098 году крестоносцы осадили Антиохию. И. Демиркент утверждала, что вали города эмир Ягисиян попросил помощи у султана и тот послал Кербогу с армией (Бар-Эбрей писал, что армию отправил султан Баркиярук), но, по словам турецкого историка А. Озайдина, в исламских хрониках или документах он не нашёл подтверждений, что Кербога действовал по приказу аббасидского халифа Аль-Мустазхира Биллаха или Великого сельджукского султана.
Кербога выступил из Мосула в начале мая 1098 года. В Антиохию вели два пути: первый — через Синджар и Алеппо, и второй — через Нусайбин и Эдессу. Враждуя с сельджукским правителем Алеппо Рыдваном, Кербога не рискнул выбрать первый и направился вторым путём в сторону Мардина, где была назначена встреча всех эмиров, согласившихся принять участие в походе. Хронисты называли разное число его союзников: Дукак и Тугтекин из Дамаска, Арсланташ из Синджара, Караджа из Харрана, Балдук (Балак) из Самосаты, Джанах-ад-Даула из Хомса, Артукид Сукман, Вассаб ибн-Махмуд, сыновья Ягисияна Шамседдин и Мухаммед. И христианские, и мусульманские хронисты единогласно называют армию Кербоги огромной, бесчисленной.

Прежде чем отправиться к Антиохии, Кербога осадил стоявшую на пути Эдессу, не желая оставлять её в тылу. Но он не только не смог захватить Эдессу, но и потерял время с 4 по 25 мая 1098 года. Получив новость о приближении войска Кербоги, лидеры крестоносцев поняли, что с его прибытием на помощь Ягисияну их шансы на захват Антиохии будут практически равны нулю. Осада Кербогой Эдессы дала им передышку. В этот период крестоносцы хитростью захватили Антиохию. 25 мая Кербога отказался от осады Эдессы. Крестоносцы обеспечили защиту от подходящей армии Кербоги, распределив участки стены между отрядами. 4 или 5 июня передовой отряд Кербоги подошёл к железному мосту и наткнулся на крестоносцев в сторожевых башнях моста. Весь гарнизон сторожевых башен был уничтожен, а командира пленили и заковали в цепи. Основная армия мусульман подошла лишь на следующий день.
В начале июня происходили бои у различных ворот города. И крестоносцы, и Кербога понимали важность контроля над воротами. Но основные бои в начале осады происходили в районе Цитадели. Шемседдин из Цитадели отправил к Кербоге посланника, прося о помощи. Но Кербога не желал помогать ему отстаивать наследство отца. Интерес Кербоги состоял в присвоении города, потому он настоял на том, чтобы гарнизоном Цитадели командовал его человек. Тщетно сын Ягисияна просил разрешения сохранить командование хотя бы до освобождения города — он был вынужден передать крепость и всё, что в ней было, доверенному лицу Кербоги Ахмеду ибн Мервану. Уже 8 июня Кербога поднялся с армией в горы и перенёс туда свой лагерь. Его целью было через Цитадель прорваться в город. Крестоносцы совершили вылазку через выход на восточном участке стены, но потерпели неудачу. После небольшой разведки Ахмед ибн Мерван начал штурм этого сектора, вероятно, в начале 9 июня, при этом из Цитадели вышел отряд, который напал на франков с другой стороны. По словам Раймунда Ажильского, франки понесли большие потери. В течение двух дней бои велись как с Кербогой, так и с гарнизоном Цитадели. Предвидя опасность проникновения в город через Цитадель, Боэмунд и Раймунд наскоро построили стену, чтобы отрезать её от городских укреплений. 12 июня в результате внезапного нападения Кербога едва не завладел одной из башен на юго-западной стене. Из Цитадели вёлся обстрел христиан из лука, мусульмане совершали вылазки. Кербога решил изменить тактику и осадить одновременно все ворота. Серьёзной ошибкой Кербоги было снижение активности в нападениях и оставление лагеря у Цитадели.
Незадолго до 28 июня лидеры крестоносцев отправили к Кербоге двух посланников. Матвей Эдесский, Ибн аль-Асир, и Анна Комнина сообщали, что предводители крестоносцев предлагали сдать Антиохию Кербоге, прося только свободный выход из города. По сообщениям этих хронистов, Кербога не принял предложения.
В понедельник 28 июня готовые к бою крестоносцы вышли из города. Когда франки выступили из Антиохии, то Кербоге доложили об этом, но он не стал им мешать. Он не внял советам своих военачальников и решил атаковать всю армию целиком, а не каждый отряд по очереди, полагая, что без труда расправится с немногочисленным войском противника. Он отдал приказ изобразить отступление, чтобы увлечь крестоносцев в более сложную для сражения местность. По его приказу мусульмане поджигали траву и осыпали градом стрел преследующих их христиан. Но некоторые эмиры со своими войсками покинули армию Кербоги из-за вражды с ним, желая его поражения. Эмир с основными силами выступил из лагеря, но увидел, что основная часть его армии бежит, и повернул назад. С позором он отступил в Мосул, а его лагерь был захвачен и разграблен.
Ставленник Кербоги Ахмед ибн Мерван видел из Цитадели бегство армии мусульман и, понимая безвыходность своего положения, сдал Цитадель Боэмунду, получив гарантии сохранения жизни. Он принял христианство и присоединился к крестоносцам.

### Последние годы
Кербога оказался вовлечённым в борьбу за престол между султаном Баркияруком и его братом Мухаммедом Тапаром. Как и другие эмиры, Кербога легко менял сторону в зависимости от обстоятельств и без колебаний переходил на сторону победителя. В 1099 году шихне Багдада Джевхерайин, хаким Джезират Ибн-Умар Джекермыш и некоторые другие эмиры вместе с Кербогой встали на сторону Мухаммеда Тапара. Однако, не получив от Мухаммеда Тапара чинов или наград, они вернулись к Баркияруку.  15 мая 1100 года недалеко от Хамадана Кербога командовал левым крылом армии Баркиярука в битве между Баркияруком и Мухаммедом Тапаром. Баркиярук проиграл, его армия бежала. Но менее, чем через год, 6 марта 1101 года, Баркиярук одержал победу над  Мухаммедом Тапаром. После битвы он отправился в Рей, где Кербога и эмир Хиллы Дубайс  присоединились  к нему.
В 1101 году Кербога напал на Амид, находившийся в руках Иналогуллары, чтобы компенсировать расходы на неудачный поход к Антиохии, и эмир города Ибрагим бен Инал обратился за помощью к Артукиду Сукману. Сукман пришёл на помощь Ибрагиму вместе со своим племянником Якути. В битве у стен города перевес сначала был на стороне Ибрагима и Сукмана. Тогда Кербога предъявил Имадеддина Занги мамлюкам его отца со словами: «Он сын вашего бывшего господина, сражайтесь за него». Бывшие мамлюки Ак-Сункура помнили, что Сукман «обязан своим состоянием семье Тутуша», убийцы Ак-Сункура, поэтому удвоили силы, и войска Сукмана были разбиты. Однако Кербога понял, что не может взять город, и снял осаду. Кербога захватил в плен Якути, но вдова Артука, бабка Якути, обратилась к Кербоге, с просьбой об освобождении внука и Кербога отпустил его.

### Смерть
Через год султан Баркиярук послал Кербогу с десятитысячным отрядом против восставшего в Азербайджане сына Исмаила, Мавдуда. Кербога захватил большую часть региона, но заболел у Хоя и не смог продолжить экспедицию. После 13 дней болезни он умер 31 августа 1102 года и был похоронен в Хое. Управление Мосулом он завещал своему доверенному человеку — Сунгурдже, приказав всем из своего окружения подчиняться ему. После смерти Кербоги Сунгурджа и большая часть его солдат отправились в Мосул, но старейшины города отправили послание регенту Кербоги в Хисн-Кайфе Мусе эт-Туркмани. Тот отправился в Мосул. Сунгурджа вышел ему навстречу, они обнялись, но переговоры между ними закончились дракой, в которой Сунгурджа ранил Мусу. Мансур бен Мерван, сопровождавший Мусу, убил Сунгурджу, а управление Мосулом перешло в руки Мусы. Другие города и замки, находившиеся под властью Кербоги, были разделены между разными эмирами.